# Rally naar Bagdad
Rally naar Bagdad is een boek van Agatha Christie. Het werd oorspronkelijk uitgegeven in het Verenigd Koninkrijk door Collins Crime Club onder de titel They Came to Baghdad in juni 1950 en enkele maanden later in de Verenigde Staten door Dodd, Mead and Company. In 1952 werd het werk vertaald naar het Nederlands en door Luitingh-Sijthoff uitgebracht voor deze markt.
Het boek is geïnspireerd op een reis naar Bagdad die Christie maakte met haar tweede man, de archeoloog Max Mallowan.

## Synopsis
Victoria Jones vindt in haar hotelkamer in Bagdad een stervende Britse agent. Deze Henry Carmichael zegt nog "Lucifer...Basra..Lefarge" waarop hij sterft. Ze besluit op onderzoek te gaan. "Lucifer" verwijst naar de leider van een groep superschurken, wat later haar eigen vriend Edward blijkt te zijn. Basra verwijst naar de overeenkomstige stad waar Carmichael achterhaalde dat Henry een schurk is. "Lefarge" is een verwijzing naar Madame Defarge, een personage uit Charles Dickens' boek A Tale of Two Cities waarin de naam van een belangrijke getuige in een litteken is gekrast.
Hoewel Victoria het hoofdpersonage is, is de heldin Anna Scheele. Anna is een secretaresse van aan Amerikaanse bank en achterhaalt de dubieuze financiering van de groep superschurken. Wanneer de groep superschurken dat laatste te weten komt, trachten ze Anna te vermoorden wat hen lijkt te lukken. Onverwacht duikt Anna op het einde van het verhaal terug op.